# Impatiens trichopoda
Impatiens trichopoda är en balsaminväxtart som beskrevs av Joseph Dalton Hooker. Impatiens trichopoda ingår i släktet balsaminer, och familjen balsaminväxter. Inga underarter finns listade i Catalogue of Life.